# Kirgisisch-Russische Slawische Universität Bischkek
Die Kirgisisch-Russische Slawische Universität Bischkek (russisch Кыргызско-Российский Славянский университет (КРСУ), Kyrgyssko-Rossijski Slawjanski Uniwersitet (KRSU)) ist eine Hochschule in Bischkek, Kirgisistan.

## Geschichte
Die Universität ist eine staatliche Hochschule, die auf der Basis eines 1992 zwischen der Russischen Föderation und der Kirgisischen Republik unterzeichneten Abkommens über Freundschaft, Zusammenarbeit und gegenseitige Hilfeleistung gegründet wurde. Die Universität ist Mitglied der Russischen Vereinigung der Universitäten.
Die heutige Universität bietet Ausbildungen in acht Fakultäten mit 21 Fachrichtungen an. Bachelor- und Master-Studienprogramme sowie Promotionsstudien. Bekannt ist die Hochschule für ihre Regionalstudien. Dafür wurden Zentren für amerikanische und europäische Studien, für Sinologie, für türkische Sprache und Kulturstudien, für deutsche Studien, für iranische Studien, für das Studium der Gemeinschaft Unabhängiger Staaten/GUS und für Weltreligionen eingerichtet. Zudem können Englisch, Französisch, Deutsch, Arabisch, Spanisch, Chinesisch, Koreanisch und Ukrainisch erlernt werden.
Neben Teilnahme am EU-Programms Tempus bestehen enge Kooperationen mit dem Moskauer Staatlichen Institut für Internationale Beziehungen, mit der Newcastle University in Großbritannien und der Lanzhou-Universität in der Volksrepublik China.
Die Lehre und Forschung der ca. 10.000 Studenten (7.000 Vollzeit-Studenten/3.000 Teilzeit-Studierende) wird von ca. 425 Professoren und Dozenten wahrgenommen. Derzeitiger Rektor ist Wladimir Nifadijew.

## Fakultäten
- Architektur
- Geisteswissenschaften
- Internationale Beziehungen
- Medizin
- Naturwissenschaften
- Rechtswissenschaft
- Stadt- und Landschaftsdesign
- Wirtschaftswissenschaften

## Bekannte Professoren und Absolventen
- Maxim Bakijew, Sohn von Kurmanbek Bakijew
- Anna Golyschewa (russisch Анна Голышева), kirgisische Volleyballspielerin
- Dina Maslowa, kirgisische Journalistin
- Dschoomart Otorbajew, Premierminister Kirgisistans zwischen 2014 und 2015